# Szőke Zoltán
Szőke Zoltán (Újvidék, Jugoszlávia, 1968. augusztus 19. –) magyar színész, szinkronszínész, a Barátok közt című sorozat egyik főszereplője (Berényi Miklós) volt 1998. október 26-tól 2019. október 25-ig, illetve 2021. július 17-én.

## Életpályája
Szakközépiskolai grafikai formatervező technikusi szakon végzett 1987‑ben. Az újvidéki Színművészeti Akadémián 1991-ben diplomázott. A zalaegerszegi Hevesi Sándor Színházhoz szerződött, ahol 1998-ig játszott. A kezdetektől, 1998-tól egészen 2019-ig játszotta az RTL Klub Barátok közt című napi sorozata egyik főszereplőjét, Berényi Miklóst. Ezzel a szerepével vált országosan ismertté. 2021-től az Erdőkertesi művelődési ház igazgatòja. Két gyermek apja.

Hobbija a bushcraft.

## Színpadi szerepek

### A Hevesi Sándor Színházban
- Tömöry Márta–Korcsmáros György: Csizmás Kandúr (Szélvári királyfi)
- Lázár Ervin: Dömdödöm (Arno)
- Gabnai Katalin: A mindentlátó királylány (Jakab)
- Georges Feydeau: Fel is út, le is út! (Firmin)
- E. Charden–G. Bontempelli: Mayflower (Brewster)
- Illés Endre – Vas István: Trisztán (Gondoin és Litan)
- Ranko Marinković: Glória (Toni)
- Zalaszentivánéji álom
- Déry Tibor – Presser Gábor: Képzelt riport egy amerikai popfesztiválról (Tanú)
- Mihail Sebatian: Névtelen csillag (Grig)
- Dóczy Lajos: Csók (Adolar)
- Romhányi József–Fényes Szabolcs: Hamupipőke (Gáspár)
- Trevor Griffith: Komédiások (Ted Winter)
- William Shakespeare: Lear király (Cornwall hercege)
- Jim Jacobs–Warren Casey: Grease (Danny)
- Molnár Ferenc: Liliom (Kapitány)
- Alan Alexander Milne–H.F. Simson–J. Slade: Micimackó (Tigris)
- Reginald Rose: Tizenkét dühös ember (A 10. esküdt)
- Székely János: Caligula helytartója (Lucius)
- Edmond Rostand: Cyrano de Bergerac (De Neuvillette Christian)
- Barta Lajos: Szerelem (Ifj. Biky)

### Más színházakban
- Pozsgai Zsolt: Jávor (Jávor Pál)
- Déry Tibor - Presser Gábor: Képzelt riport egy amerikai popfesztiválról
- Frederick Knott: Várj, míg sötét lesz (Mike)

### Önálló előadói estje
- Shakespeare Hamlet c. drámája

## Filmjei
- Barátok közt - Berényi Miklós / Sólyomkuthy Lipót (1998–2019, 2021) (archív felvételen, 2020)
- Egyszer volt Budán Bödör Gáspár (2020)

## Szinkron
| Cím               | Szerep            | Színész           | Megjegyzés                |
| ----------------- | ----------------- | ----------------- | ------------------------- |
| Vad angyal        | Juan Cruz Baigora | Roberto Antier    |                           |
| Csillagkapu       | Teal’c            | Christopher Judge | 1. évad                   |
| Szívek szállodája | Max Medina        | Scott Cohen       |                           |
| Seriff az égből   | Briggs kapitány   | Raimund Harmstorf | 2000-es RTL Klub szinkron |
| Vészhelyzet       | Mobalage Ikabo    | Djimon Hounsou    |                           |

## Magánélet
Szőke Zoltán 1991 augusztusában, Hollandiában vette feleségül kedvesét, Anikót. Erdőkertesen lakik. Az évek során két fiuk született: Zoltán 1994-ben, Bence pedig egy évvel később látta meg a napvilágot.  2012-ben a házaspár a megromlott kapcsolatuk miatt került a bulvárlapok címoldalára, 22 év után külön utakon folytatták. Később volt osztálytársnőjét, Annamáriát vette el feleségül. Fiai, Bence és Zoltán 2018-ban és 2019-ben a Barátok Köztben is szerepeltek: Bence, apja szerepében, a fiatal Berényi Miklósként tűnt fel, míg Zoltán a legidősebb Berényi testvér, a fiatal Berényi Zoltán szerepét öltötte magára.